# Augoderia boliviana
Augoderia boliviana är en skalbaggsart som beskrevs av S. Endrödi 1981. Augoderia boliviana ingår i släktet Augoderia och familjen Dynastidae. Inga underarter finns listade.